# 陈青
陈青（1960年6月—），女，浙江义乌人，中华人民共和国政治人物。原庆阳高等师范专科学校毕业，中共甘肃省委党校在职研究生学历，高级编辑。1980年4月加入中国共产党，是中共第十九届中央候补委员。曾任甘肃省广电总台台长，陇南市市长，中共甘肃省委常委、省委宣传部部长。现任政协甘肃省第十二届委员会副主席。

## 生平
陈青早年曾在新疆维吾尔族自治区博乐县前进牧场劳动锻炼；18岁时，进入兰州食品厂当工人。1978年11月考入庆阳高等师范专科学校中文系学习；毕业后，被分配到定西县内官营公社工作。在定西县任职仅一年后，进入甘肃省服装研究所；1984年4月，调甘肃省总工会办公室任秘书；1985年7月，进入中共甘肃省委组织部工作，成为日后升迁的起点。在甘肃省委组织部，陈青历任青年干部处主任科员、副处级组织员、正处级组织员；并于1995年9月至1998年7月，在兰州大学历史系研究生课程进修班民族宗教学专业学习；期间，还曾挂职担任中共靖远县委副书记。
1999年9月，陈青被正式任命为中共靖远县委副书记。此后，她历任中共武威市委常委、市委组织部部长，市委副书记、兼市纪委书记，中共甘肃省委宣传部副部长、省精神文明建设指导委员会办公室主任，甘肃省广电局党组成员、兼省广电总台台长、党委副书记、管委会主任、省广电网络有限责任公司董事长等职。2013年4月，出任中共陇南市委副书记、代理市长；一个月后，在陇南市第三届人大第三次会议上正式当选陇南市市长。
2017年5月，当选中共甘肃省委常委，后出任省委宣传部部长。2017年10月，中国共产党第十九次全国代表大会上当选中国共产党第十九届中央委员会候补委员。2020年1月13日，政协甘肃省十二届三次会议举行第三次全体会议，选举陈青为政协甘肃省第十二届委员会副主席。